# MMA Fighting
MMA Fighting é um site de notícias que cobre o esporte de artes marciais mistas (MMA). Fundado em 2001, o site é notável por sua cobertura de notícias de última hora, séries de podcasts e The MMA Hour with Ariel Helwani.

## Visão geral
MMAFighting.com foi lançado por Ray Hui em 2001, inicialmente como um site Angelfire.
Em 2009, MMAFighting.com foi adquirido pela AOL. Em 2011, foi vendida para seus atuais proprietários, a Vox Media, onde agora fazem parte da SB Nation.
Um site de 2 milhões de usuários únicos por mês relatado em 2011, e atualmente o 3º site de mídia e notícias de MMA mais popular do mundo, de acordo com a Alexa Internet.

## Prêmios
No World MMA Awards, o MMA Fighting ganhou o prêmio de "Fonte de mídia do ano" um total de quatro vezes, incluindo três consecutivamente entre 2015 e 2017.  Além disso, o funcionário do MMA Fighting, Ariel Helwani, ganhou o prêmio de "Jornalista do Ano do MMA" todos os anos desde 2010.

## The MMA Hour
O MMA Fighting apresenta o The MMA Hour, um programa duas vezes por semana apresentado por Ariel Helwani, que apresenta entrevistas com vários nomes das artes marciais mistas, incluindo lutadores, promotores, agentes, treinadores e jornalistas.
O MMA Hour foi apresentado semanalmente por Ariel Helwani de junho de 2009 a junho de 2018. Em junho de 2018, Luke Thomas assumiu como anfitrião.
Em junho de 2021, Helwani anunciou seu retorno ao MMA Fighting e Vox Media como apresentador do The MMA Hour, com uma nova programação duas vezes por semana.